# Ammoselinum
Ammoselinum, maleni biljni rod jednogodišnjeg bilja iz porodice štitarki. Postoje tri (ili 4, kod Kew–u) priznate vrste, iz Sjeverne i jedna iz Južne Amerike.

## Vrste
1. Ammoselinum butleri (Engelm. ex S.Watson) J.M.Coult. & Rose, SAD (Arkansas, Kansas, Louisiana, Missouri, Mississippi, Sjeverna Karolina, Oklahoma, Tennessee, Teksas)
2. Ammoselinum popei Torr. & A.Gray, SAD (Kansas, Novi Meksiko, Oklahoma, Tennessee, Teksas); Meksiko (Coahuila, Nuevo Leon, Tamaulipas)
3. Ammoselinum rosengurtii Mathias & Constance; Urugvaj (Artigas, Cerro Largo, Florida, Paysandu, Rio Negro, Salto, Soriano); Argentina (Corrientes, Entre Rios)

Prijašnje vrste
- Ammoselinum occidentale Munz & I.M.Johnst., sinonim za Spermolepis gigantea (J.M.Coult. & Rose) G.L.Nesom